# Banjong Pisanthanakun
Banjong Pisanthanakun (em tailandês: บรรจง ปิสัญธนะกูล; Bang Phli, 11 de setembro de 1979) é um diretor e roteirista tailandês. Ele viu o sucesso inicial com seus dois primeiros filmes, Shutter (2004) e Faet (2007), ambos filmes de terror que ele codirigiu e coescreveu com Parkpoom Wongpoom. Ele também dirigiu o filme de romance de comédia e terror de 2013 Pee Mak, que se tornou o filme de maior bilheteria da Tailândia de todos os tempos, e o filme de terror de 2021 Rang Song, que foi um sucesso comercial e de crítica na Coreia do Sul. Além de filmes de terror, Bangjong dirigiu os filmes de romance Hello Stranger (2010) e One Day (2016).

## Educação e carreira
Bangjong Pisanthankun formou-se em 1999 na Universidade de Chulalongkorn em Bangcoc, onde se formou em cinema.
Ele dirigiu um curta-metragem, Plae Kao, que foi finalista de melhor filme e melhor roteiro na competição de curtas-metragens de comédia da Click Radio em 2000.
Ele então escreveu e dirigiu Colorblind, um curta-metragem que foi exibido no Thai Short Film and Video Festival, no Asian Film Symposium, no Raindance, no Asiexpo em Lyon, França, no Toronto Reel Asian, no Puchon International Fantastic Film Festival e no San Francisco International Asian American Film Festival.
Ele trabalhou como crítico de cinema para a Starpics, uma popular revista tailandesa de entretenimento cinematográfico, e também como assistente de direção para comerciais de televisão.

## Filmografia

### Longas-metragens
- Shutter (2004)
- Faet (2007)
- 4bia (segmento: "The Man In The Middle") (2008)
- Phobia 2 (segmento: "In the End") (2009)
- Hello Stranger (2010)
- The ABCs of Death (segmento: "N is for Nuptials") (2012)
- Pee Mak (2013)
- One Day (2016)[4]
- Rang Song (2021)

### Curtas-metragens
- Plao Kao (8 minutos, 2000)
- Colorblind (13 minutos, 2002)